# 阿尔邦达尔代什
阿尔邦达尔代什（法語：Albon-d'Ardèche，法語發音：[albɔ̃ daʁdɛʃ]）是法国阿尔代什省的一个市镇，属于普里瓦区。

## 地理
阿尔邦达尔代什（44°49'17"N, 4°25'41"E）面积9.11 平方千米，位于法国奥弗涅-罗讷-阿尔卑斯大区阿尔代什省，该省份为法国东南部内陆省份，北起顺时针与卢瓦尔省、伊泽尔省、德龙省、沃克吕兹省、加尔省、洛泽尔省和上盧瓦爾省接壤。
与阿尔邦达尔代什接壤的市镇（或旧市镇、城区）包括：伊萨穆朗、马尔科勒莱索、圣热内斯拉尚、圣皮埃尔维尔。

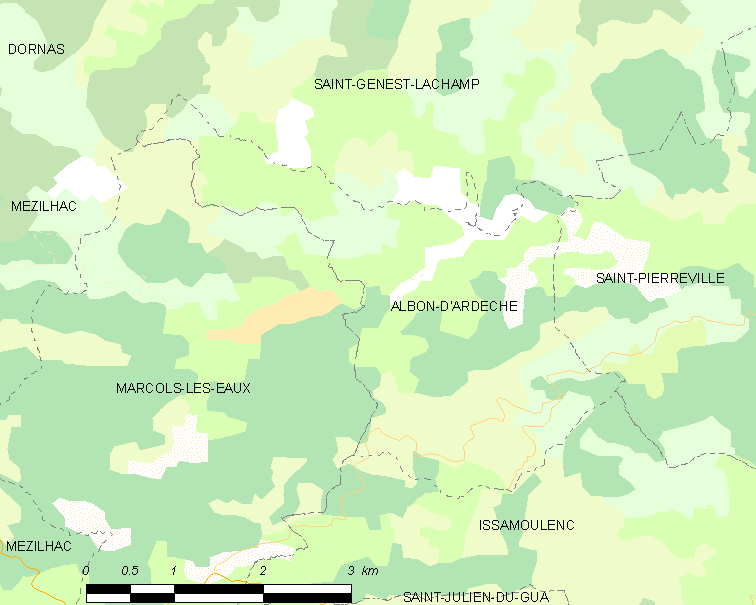
阿尔邦达尔代什的OSM定位图

阿尔邦达尔代什的时区为UTC+01:00、UTC+02:00（夏令时）。

## 行政
阿尔邦达尔代什的邮政编码为07190，INSEE市镇编码为07006。

## 政治
阿尔邦达尔代什所属的省级选区为上埃里约县。

## 人口

1962-2008年间阿尔邦达尔代什人口变化图示

阿尔邦达尔代什于2022年1月1日时的人口数量为158人。